# Ameiva ameiva
Espèce
Synonymes
- Lacerta ameiva Linnaeus, 1758
- Seps surinamensis Laurenti, 1768
- Seps zeylanicus Laurenti, 1768
- Lacerta litterata Daudin, 1802
- Lacerta graphica Daudin, 1802
- Ameiva lateristriga Cuvier, 1817
- Ameiva vulgaris Lichtenstein, 1823
- Teius tritaeniatus Spix, 1825
- Ameiva maculata Gray, 1838
- Ameiva guttata Gray, 1845
- Ameiva laeta Cope, 1862
- Ameiva petersii Cope, 1868
- Ameiva surinamensis tobaganus Cope, 1879
- Ameiva tobagana Cope, 1879
- Ameiva pleurotaenia Peters, 1871
- Ameiva surinamensis var. aquilina Garman, 1887
- Ameiva ameiva bilineata
Barbour & Noble, 1915

Ameiva ameiva, ou Ameive commun ou Lézard arc-en-ciel, est une espèce de sauriens de la famille des Teiidae.

## Répartition
Cette espèce se rencontre dans toute l'Amérique du Sud, à l'exception du Chili, de l'Uruguay et du Sud de l'Argentine. Elle a été introduite en Floride aux États-Unis.

## Description

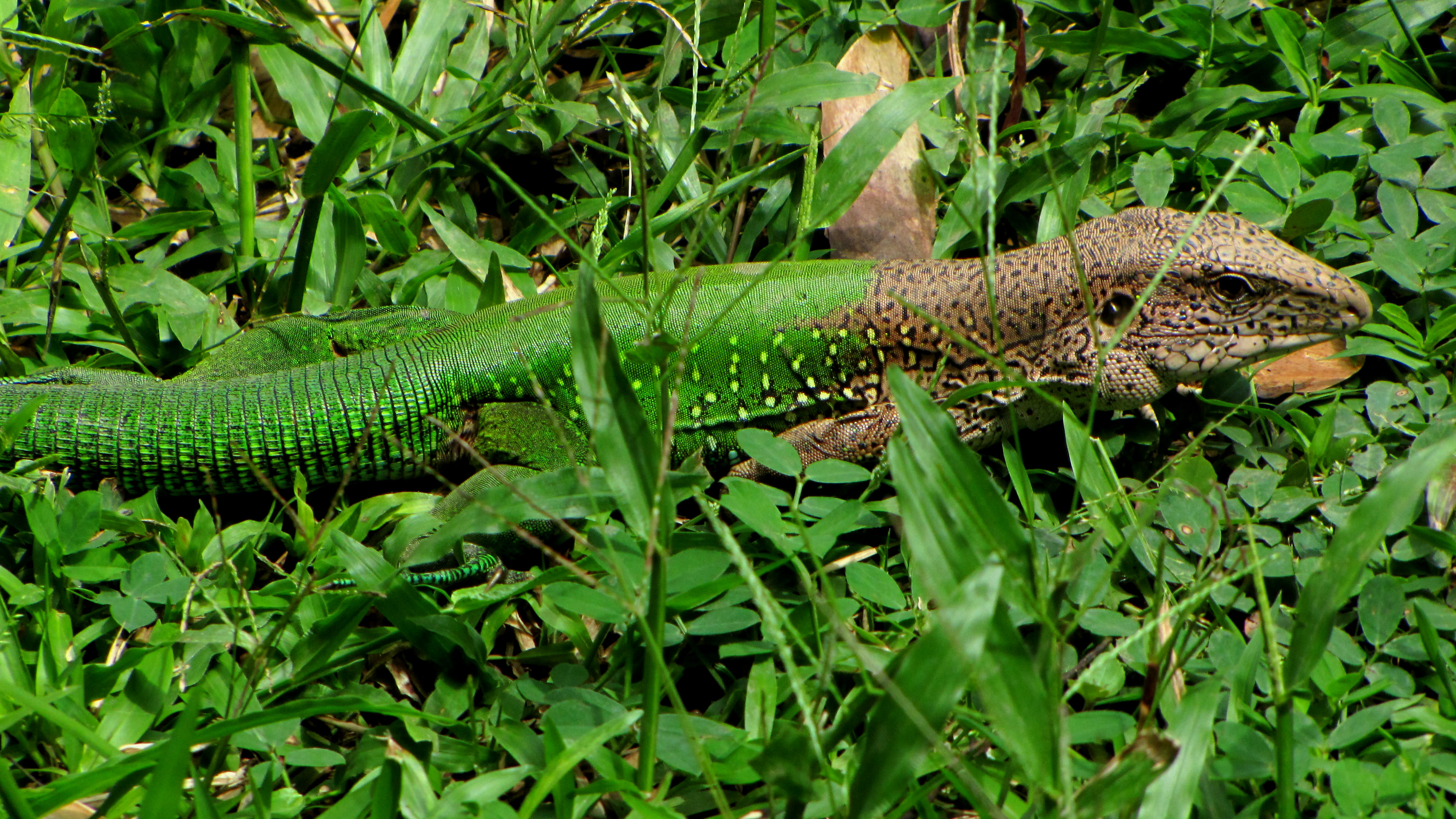
Ameiva ameiva♂

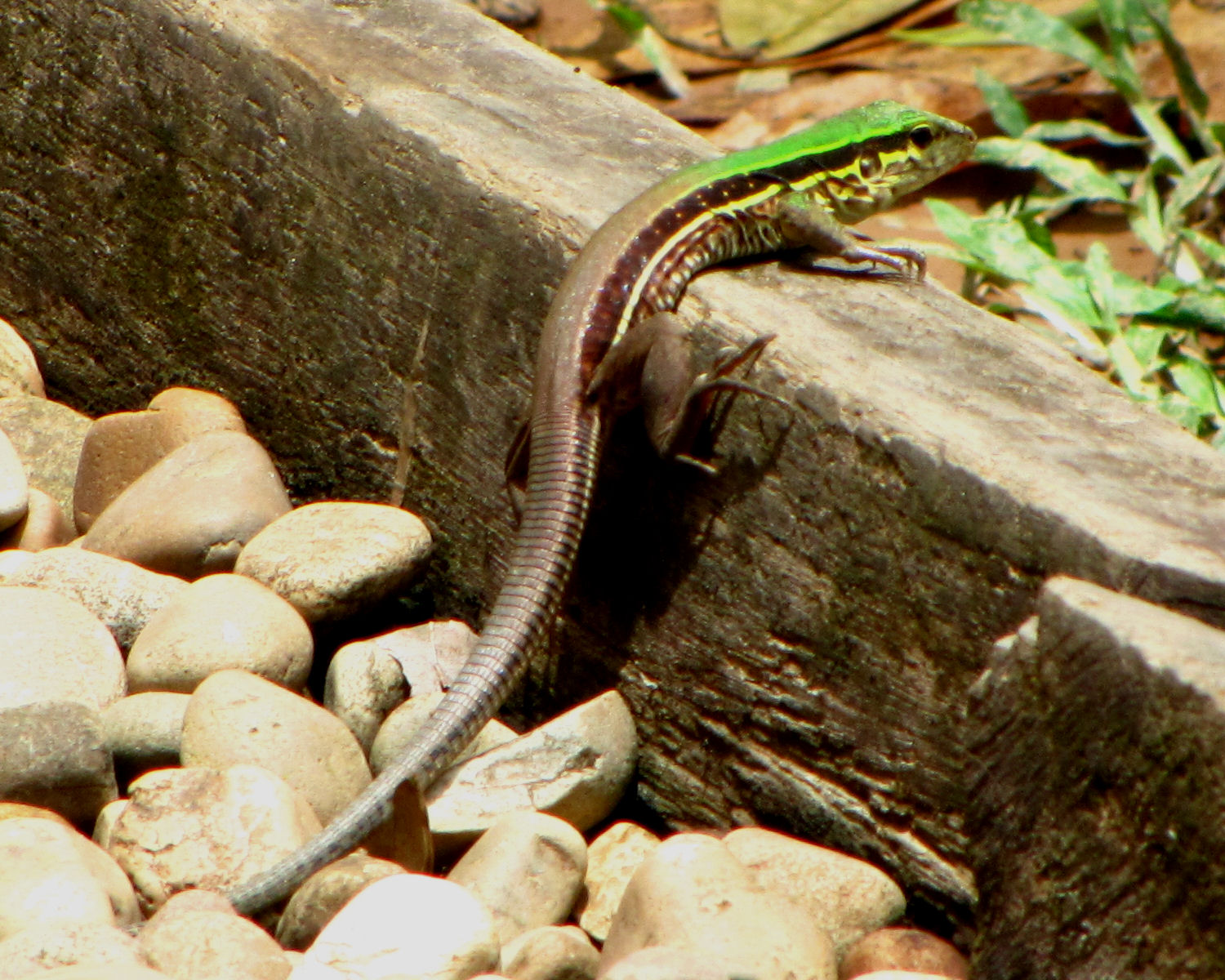
Ameiva ameiva♀

C'est un lézard fouisseur assez répandu en forêt amazonienne dans les chablis, mais on peut le rencontrer jusqu'au centre des villes. Les juvéniles ont l'avant du corps vert et l'arrière gris-brun, les adultes ont à l'inverse l'arrière vert et le devant du corps brun, les mâles colorant leur cou en rouge en signe d'intimidation.

## Liste des sous-espèces
Selon The Reptile Database (23 mars 2015) :
- Ameiva ameiva ameiva (Linnaeus, 1758)
- Ameiva ameiva tobagana Cope, 1879

## Taxinomie
La sous-espèce Ameiva ameiva fuliginosa a été élevée au rang d'espèce par Ugueto et Harvey en 2011.

## Publications originales
- Linnaeus, 1766 : Systema naturæ per regna tria naturæ, secundum classes, ordines, genera, species, cum characteribus, differentiis, synonymis, locis. Tomus I. Editio duodecima, reformata. Laurentii Salvii, Stockholm, Holmiae, p. 1-532.
- Cope, 1879 : Eleventh contribution to the herpetology of tropical America. Proceedings of the American Philosophical Society, vol. 18, p. 261–277 (texte intégral).